# Gajusz I z Jerozolimy
Gajusz I z Jerozolimy – dwudziesty pierwszy biskup Jerozolimy.